# Balmazújváros (delregion)
Balmazújváros (ungerska: Balmazújvárosi kistérség) var en delregion i provinsen Hajdú-Bihar i regionen Norra Slättlandet i Ungern. Huvudorten i delregionen var Balmazújváros.

## Orter
| Balmazújváros | Egyek | Hortobágy | Tiszacsege |